# Armée de Belgique (Révolution française)
Pour les articles homonymes, voir Armée de Belgique.

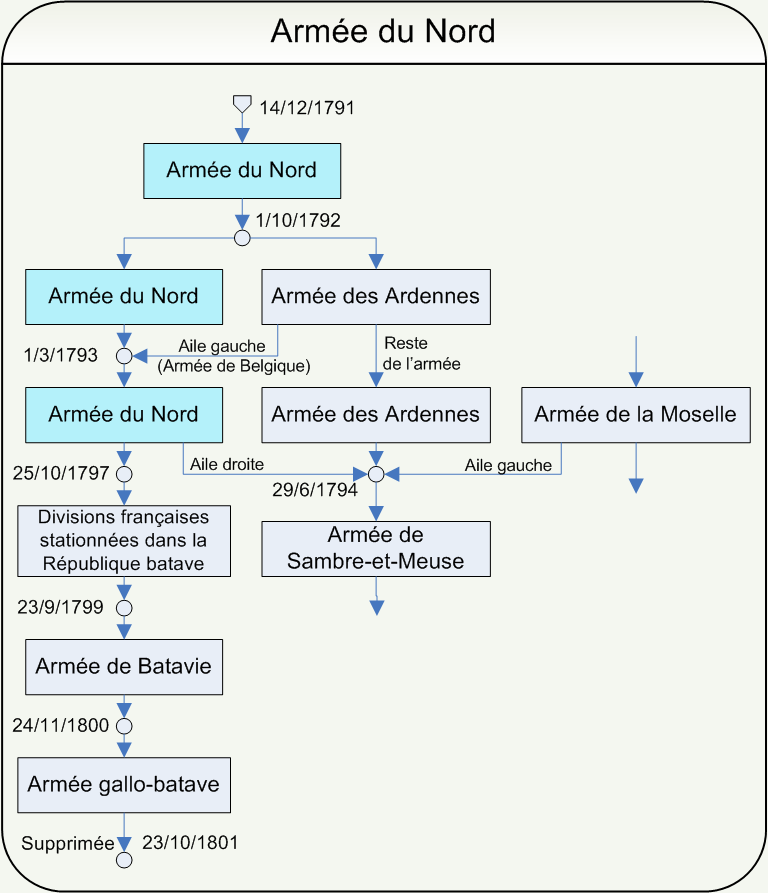
Évolution de l’armée du Nord

Après la bataille de Valmy (21 septembre 1792), une partie de l’armée des Ardennes de Charles François Dumouriez est transformée en armée de Belgique.
Le 20 octobre 1792, elle entre en campagne par Valenciennes et marche sur Mons et Tournai. Vainqueur à la bataille de Jemmapes, le 16 novembre 1792, Charles François Dumouriez entre dans Bruxelles. Le 2 décembre 1792, toute la Belgique est conquise. La défaite de Neerwinden, le 17 mars 1793, fait perdre le pays. Peu après, Charles François Dumouriez, après avoir échoué à soulever ses troupes contre la Convention, se livre aux Autrichiens.
L’armée de Belgique est alors réunie à l’armée du Nord.

## Ordre de bataille au 4 novembre 1792
Ordre de bataille des troupes françaises en Belgique au 4 novembre 1792 sous le commandement du général Dumouriez
Avant garde sous le commandements des généraux de Beurnonville, Dampierre, de Rosières, Félix, Belliard, Jean Skey Eustace, Saluces et de La Houssaye
- Cavalerie
  - 1er régiment de hussards (3 escadrons)
  - 2e régiment de hussards (3 escadrons)
  - 6e régiment de hussards (3 escadrons)
  - 3e régiment de chasseurs à cheval (3 escadrons)
  - 6e régiment de chasseurs à cheval (3 escadrons)
  - 11e régiment de chasseurs à cheval (3 escadrons)
  - 12e régiment de chasseurs à cheval (3 escadrons)
- Artillerie
  - 3e compagnie
  - 6e compagnie
- Infanterie de ligne
  - 19e régiment d'infanterie de ligne
  - 71e régiment d'infanterie de ligne
  - 2e bataillon de grenadiers
  - 6e bataillon de grenadiers
  - 1er bataillon de volontaires de Paris
  - 2e bataillon de volontaires de Paris
  - 3e bataillon de volontaires de Paris
  - 3e bataillon de volontaires de la Marne
  - 1er bataillon de volontaires de Saint-Denis
- Infanterie légère
  - 10e régiment d'infanterie légère
  - 14e régiment d'infanterie légère
  - Compagnie de chasseurs des Quatre-Nations de Paris
  - Compagnie franche de l'Égalité de Paris
  - Compagnie de chasseurs Cambrelots
  - 4 bataillons belges et liégeois
  - 1er bataillon franc
  - 3e bataillon franc

Détachement du général Berneron
- 1 bataillon du 1er régiment d'infanterie de ligne
- 1 bataillon du 104e régiment d'infanterie de ligne
- 1 bataillon de volontaires de la Côte-d'Or
- 1 bataillon de volontaires d'Indre-et-Loir
- 1 bataillon de volontaires des Côtes-du-Nord
- 1 bataillon de volontaires de Seine-et-Oise
- 1 bataillon de volontaires de l'Yonne

Détachement du général d'Harville
- 14e régiment d'infanterie de ligne
- 1 bataillon du 18e régiment d'infanterie de ligne
- 45e régiment d'infanterie de ligne
- 1er bataillon de volontaires de Versailles
- 1 bataillon de volontaires du Loiret
- 1er bataillon de volontaires du Nord
- 1re compagnie de chasseurs à cheval de Versailles
- 2e compagnie de chasseurs à cheval de Versailles

Armée principale
- 1re brigade sous les ordres du général Drouet
  - 17e bataillon des Fédérés Nationaux
  - 5e bataillon de volontaires de la Seine-Inférieure
  - 1er bataillon de volontaires de la Charente
- 2e brigade 
  - 1er bataillon de volontaires de l'Aisne
  - 1 bataillon du 1er régiment d'infanterie de ligne
  - bataillon de Sainte-Marguerite
- 3e brigade 
  - 1er bataillon de volontaires de la Vendée
  - 1er bataillon de volontaires de la Meurthe
  - 1er bataillon de volontaires des Deux-Sèvres
- 4e brigade 
  - 3e bataillon de volontaires de l'Yonne
  - 1er bataillon de volontaires de la Côte-d'Or
  - 2e bataillon de volontaires de la Vienne
- 5e brigade 
  - 1er bataillon des Gravilliers
  - 1er bataillon du 29e régiment d'infanterie de ligne
  - 2e bataillon du 29e régiment d'infanterie de ligne
  - 1er bataillon de volontaires des Côtes-du-Nord
- 6e brigade
  - 1er bataillon de volontaires d'Eure-et-Loir
  - 49e régiment d'infanterie de ligne
  - 9e bataillon des Fédérés Nationaux
- 7e brigade 
  - 1er bataillon des Lombards
  - 54e régiment d'infanterie de ligne
  - 2e bataillon de volontaires de la Marne
- 9e brigade 
  - 1er bataillon Républicain de Paris
  - 1er bataillon du 83e régiment d'infanterie de ligne
  - 2e bataillon du 83e régiment d'infanterie de ligne
- 10e brigade 
  - bataillon de la Butte des Moulins
  - 1er bataillon du 72e régiment d'infanterie de ligne
  - 2e bataillon du 72e régiment d'infanterie de ligne
- 11e brigade 
  - 5e bataillon de volontaires de la Meurthe
  - 1er bataillon du 78e régiment d'infanterie de ligne
  - 4e bataillon de volontaires de la Meuse
- 12e brigade 
  - 1er bataillon de volontaires du Pas-de-Calais
  - 94e régiment d'infanterie de ligne
  - 9e bataillon de volontaires de Paris
- 13e brigade 
  - 1er bataillon de volontaires de la Marne
  - 1er bataillon de volontaires de Mayenne-et-Loire
  - 2e bataillon de volontaires de l'Eure
- 14e brigade
  - 1er bataillon de volontaires de la Nièvre
  - 1er bataillon de volontaires de l'Allier
  - 1er bataillon de volontaires de Seine-et-Marne
- 15e brigade 
  - 1er bataillon de volontaires de Seine-et-Oise
  - 98e régiment d'infanterie de ligne
  - 1er bataillon de volontaires de la Seine-Inférieure
- 16e brigade
  - 3e bataillon de volontaires de Seine-et-Oise
  - 1 bataillon du 104e régiment d'infanterie de ligne
  - 1er bataillon de grenadiers de Paris

Flanqueurs de gauche
- 99e régiment d'infanterie de ligne
- 5e régiment d'infanterie légère
- 5e régiment de dragons
- 13e régiment de dragons

Flanqueurs de droite
- 11e régiment d'infanterie légère
- 3e bataillon de volontaires des Ardennes
- 3e régiment de dragons
- 7e régiment de dragons

Réserve
- 2 escadrons de gendarmerie nationale
- Grenadiers

Artillerie
- 1re compagnie d'artillerie à cheval (76 hommes par compagnie)
- 4e compagnie d'artillerie à cheval
- 5e compagnie d'artillerie à cheval
- 7e compagnie d'artillerie à cheval
- 3e compagnie d'artillerie à pied (120 hommes par compagnie)
- 7e compagnie d'artillerie à pied

## Ordre de bataille au1ermars 1793
Ordre de bataille des troupes françaises en Belgique au 1er mars 1793 sous le commandement du général Dumouriez,
Avant garde sous le commandements des généraux Stengel et Dampierre
- 19e régiment d'infanterie (2 bataillons - 900 hommes)
- 29e régiment d'infanterie (2 bataillons - 946 hommes)
- 54e régiment d'infanterie (1 bataillon - 464 hommes)
- 72e régiment d'infanterie (2 bataillons - 910 hommes)
- 9e bataillon de chasseurs (518 hommes)
- 10e bataillon de chasseurs (293 hommes)
- 14e bataillon de chasseurs (330 hommes)
- 1er bataillon de grenadiers réunis de l'Armée de Belgique (200 hommes)
- 2e bataillon de grenadiers réunis de l'Armée de Belgique (306 hommes)
- 3e Bataillon de grenadiers réunis de l'Armée de Belgique (348 hommes)
- 4e Bataillon de grenadiers réunis de l'Armée de Belgique (290 hommes)
- 5e Bataillon de grenadiers réunis de l'Armée de Belgique (209 hommes)
- 6e Bataillon de grenadiers réunis de l'Armée de Belgique (500 hommes)
- Compagnie franche de Magnée (41 hommes)
- Compagnie de chasseurs Cambrelots (67 hommes)
- 1er bataillon franc (300 hommes)
- 3e bataillon franc (200 hommes)
- 1er bataillon de volontaires d'Indre-et-Loire (347 hommes)
- 1er bataillon de volontaires de la Meurthe (115 hommes)
- 5e bataillon de volontaires de la Meurthe (368 hommes)
- 1er bataillon de volontaires de la Marne (260 hommes)
- 2e bataillon de volontaires de la Marne (266 hommes)
- 2e bataillon de volontaires de la Meuse (117 hommes)
- 1er bataillon de volontaires de la Nièvre (503 hommes)
- 13e bataillon de volontaires de Paris également appelé bataillon de la Butte des Moulins (297 hommes)
- 9e bataillon de volontaires des réserves (654 hommes)
- 3e bataillon de volontaires de Paris (400 hommes)
- 9e bataillon de volontaires de Paris (475 hommes)
- 4e bataillon des Fédérés Nationaux (312 hommes)
- Les Liégeois (225 hommes)
- 1er régiment de hussards (3 escadrons - 271 hommes)
- 3e régiment de chasseurs à cheval (3 escadrons - 355 hommes)
- 6e régiment de chasseurs à cheval (352 hommes)
- 12e régiment de chasseurs à cheval(2 escadrons - 367 hommes)
- 5e régiment de dragons (281 hommes)
- 7e régiment de dragons(1 escadron - l57 hommes)
- 18e régiment de cavalerie (2 escadrons - 254 hommes)
- 3e régiment d'artillerie à cheval (1 compagnie - Hanique - 74 hommes)
- 6e régiment d'artillerie à cheval (1 compagnie - 80 hommes)
- Compagnie d'artillerie de Cuny[4],[5] (69 hommes)

Aile Gauche sous les ordres du général Miaczynski
- 99e régiment d'infanterie  (645 hommes)
- Légion des Ardennes à pied (954 hommes)
- Légion des Ardennes à cheval (296 hommes)
- Artillerie légère à pied (92 hommes)
- Artillerie légère à cheval  (59 hommes)
- Compagnie Clemendat (89 hommes)
- Compagnie d'Abbeville (4 hommes)
- 3e bataillon de volontaires des Ardennes (352 hommes)
- 1er bataillon de volontaires de la Charente (464 hommes)
- 2e régiment de hussards (223 hommes)

Aile Gauche sous les ordres du général Frégeville
- 1er bataillon de volontaires de l'Aisne également appelé bataillon de Vervins (377 hommes)
- 13e régiment de dragons (2 escadrons - 351 hommes)
- 11e régiment de chasseurs à cheval (331 hommes)
- 1er bataillon de volontaires de Seine-et-Marne (493 hommes)
- Artillerie

Corps d'armée principal
- 5e régiment d'infanterie (1 bataillon - 350 hommes)
- 34e régiment d'infanterie (1 bataillon - 448 hommes)
- 49e régiment d'infanterie (1 bataillon - 359 hommes)
- 74e régiment d'infanterie (1 bataillon - 426 hommes)
- 83e régiment d'infanterie (2 bataillons - 973 hommes)
- 94e régiment d'infanterie (1 bataillon - 390 hommes)
- 98e régiment d'infanterie (1 bataillon - 473 hommes)
- 104e régiment d'infanterie (2 bataillons - 723 hommes)
- Chasseurs des Quatre-Nations[6] (92 hommes)
- 1er bataillon de volontaires de l'Allier (435 hommes)
- Légion bavaroise (368 hommes)
- Corps brestois (60 hommes)
- 1er bataillon de volontaires de la Côte-d'Or (418 hommes)
- 2e bataillon de volontaires de la Corrèze également appelé 29e bataillon de volontaires des réserves (446 hommes)
- 1er bataillon de volontaires d'Eure-et-Loir (297 hommes)
- 11e bataillon des Fédérés Nationaux (346 hommes)
- 1er bataillon de volontaires de Mayenne-et-Loire (326 hommes)
- 4e bataillon de volontaires de la Meuse (408 hommes)
- 5e bataillon de volontaires de l'Oise (327 hommes)
- 2e bataillon de volontaires de Paris (465 hommes)
- 7e bataillon de volontaires de Paris (480 hommes)
- 1er bataillon de grenadiers de Paris (213 hommes)
- 1er bataillon de volontaires du Pas-de-Calais (106 hommes)
- Bataillon républicain (399 hommes)
- 1er bataillon de volontaires de Seine-et-Oise (489 hommes)
- 1er bataillon de volontaires de la Somme (383 hommes)
- 2e bataillon de volontaires de la Vienne (390 hommes)
- 1er bataillon de volontaires de la Vendée (420 hommes)
- 3e bataillon de volontaires de l'Yonne (420 hommes)
- 6e bataillon de volontaires nation[7] (560 hommes)
- 7e régiment de dragons (1 escadron)(88 hommes)
- 12e régiment de chasseurs à cheval (1 escadron - 91 hommes)
- 13e régiment de chasseurs à cheval (1 escadron - 75 hommes)
- Gendarmerie nationale (62 hommes)
- Détachement du 1er régiment d'artillerie (93 hommes)
- Détachement du 6e régiment d'artillerie (66 hommes)
- Détachement du 8e régiment d'artillerie (17 hommes)
- Sapeurs-mineurs (17 hommes)

## Sources
- Charles Clerget, Tableaux des armées françaises pendant les guerres de la Révolution : sous la direction de la section historique de l’état-major de l’armée, Paris, librairie militaire R. Chapelot, 1905 (lire en ligne), « Observation », p. 7

« A la retraite des Prussiens, les armées des Ardennes et de la Moselle réunies en arrière de Sainte-Menehould sous le commandement supérieur de Dumouriez, se séparent le 6 octobre, et l’armée des Ardennes se partage en deux parties : celle de droite, commandée, par les généraux A. Dillon et Chazot, est mise a la disposition de Kellermann pour aider l’armée de la Moselle à reprendre Verdun et Longwy ; celle de gauche part les 12 et 11 octobre du Chêne-Populeux et se dirige sur Valenciennes ; le général Beurnonville l’y conduit. Dumouriez se rend à Paris et ne reparaît que le 20 octobre à la tête des troupes, chargé de pénétrer en Belgique avec les armées du Nord et des Ardennes. Il rappelle aussitôt à lui la droite de l’armée des Ardennes et en confie le commandement au général Valence, qui se sépare de Kellermann le 25 octobre. Cherchant alors à avoir un général d’armée de plus sous ses ordres, Dumouriez veut faire deux armées distinctes de l’armée des Ardennes, donne à la gauche la dénomination d’armée de Belgique, à la droite le nom d’armée des Ardennes, et signe « Le général en chef des armées combinées du Nord, de la Belgique et des Ardennes. » Mais cette organisation en trois armées ne fut jamais reconnue ni sanctionnée par aucun décret, et toutes les pièces appartenant à l’expédition de Belgique doivent être classées aux armées du Nord et des Ardennes qui opèrent de concert sous les ordres de Dumouriez. »